# Torbjørn Sikkeland
Torbjørn Sikkeland (ur. 3 sierpnia 1923 w Varteig, zm. 7 listopada 2014) – norweski fizyk jądrowy, współodkrywca dwóch pierwiastków chemicznych: nobla i lorensu.

## Życiorys
Studiował chemię na Uniwersytecie w Oslo, gdzie w 1966 roku doktoryzował się w dziedzinie fizyki jądrowej. W latach 1953–1956 pracował w Institutt for Atomenergi w Kjeller (obecnie Institutt for energiteknikk). W 1957 roku rozpoczął pracę w Lawrence Berkeley National Laboratory. Tam też w 1958 roku, wspólnie z Albertem Ghiorsem, Johnem R. Waltonem i Glennem T. Seaborgiem) dokonał odkrycia nobla, a w 1961 roku, wraz z Albertem Ghiorsem, Almonem E. Larshem i Robertem M. Latimerem, lorensu.